# Панин, Анатолий Николаевич
Анатолий Николаевич Панин (узб. Anatoliy Nikolayevich Panin; 12 марта 1949, Узловский район, Московская область — 21 октября 2021, Навои, Узбекистан) — советский и узбекистанский машинист экскаватора, бригадир машинистов экскаватора северного рудоуправления рудника «Восток» Навоийского горно-металлургического комбината, герой Узбекистана (1995).

## Биография
Анатолий Панин родился 12 марта 1949 года в Узловском районе (ныне Тульская область). После окончания средней школы учился в профессионально-технической школе города Дона, а затем продолжил обучение в Навоийском профессиональном техникуме.
Трудовую деятельность начал в 1967 году машинистом экскаватора в строительном управлении города Новомосковска (Тульская область). С 1970 года работал помощником машиниста экскаватора, а затем машинистом экскаватора на золотых рудниках Северного горного управления в городе Учкудук (Навоийская область), а с 1983 по 2019 год — бригадиром бригады машинистов экскаваторов карьера Шарк того же управления.
В последние годы жизни работал депутатом Учкудукского районного кенгаша народных депутатов.
21 октября 2021 года Анатолий Панин скончался в городе Навои.

## Достижения
Анатолий Панин добился высоких результатов в добыче золотых руд, используя эффективный и передовой опыт открытых горных работ. За большой вклад в дело укрепления независимости Узбекистана награждён памятными знаками в честь 1-й годовщины, 10-летия, 20-летия, 25-летия независимости страны. В 1995 году указом президента Узбекистана Ислама Каримова награждён званием Герой Узбекистана.
Анатолий Панин личным примером добивался сам и требовал от подчиненного персонала ответственного отношения к выполнению поставленных производственных задач. Брал на себя ответственность за результаты и предпринимал меры по выполнению мероприятий, направленных на улучшение результатов работы предприятия. Он, работая машинистом экскаватора, умело использовал свой опыт в решении различных ситуаций возникающих в процессе ведения открытых горных работ. В целях исполнения возложенных задач он на постоянной основе совершенствовал и внедрял новейшие методы по обеспечению технически правильной разработки забоя и эффективного использования экскаватора.